# Kukulkán

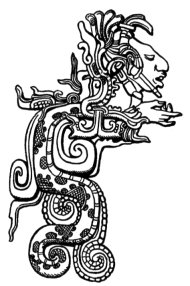
Rappresentazione di Kukulkán dal sito archeologico di Yaxchilán.

Kukulkán o Kukulcan (in maya yucateco composto da: kuk "piuma" con suffisso aggettivale -ul, e can "serpente", quindi letteralmente "serpente piumato") è, secondo la mitologia maya, il dio serpente piumato. 
Divinità protettrice dei sacerdoti, il suo culto (influenzato da quello di Quetzalcōātl, suo analogo azteco con il quale giunse a condividere alcuni miti) era particolarmente vivo a Chichén Itzá, dove vennero ritrovati luoghi ad esso consacrati. Altri ricercatori sostengono invece che provenga dagli Olmechi, un'antica civiltà precolombiana che viveva nell'area tropicale dell'odierno Messico centro-meridionale. Un mito narra che il Dio, sotto forma di umano, ingravidò la sorella 
e perciò venne bandito dal cielo. Giunto a Chichén Itzá avrebbe insegnato a 7 giovani tutte le arti e loro divennero guerrieri nobili, sacerdoti e Re (tlatoani). Secondo il Codice di Dresda Kukulkán avrebbe un lungo naso simile a quello di un tapiro. Egli cammina sull'acqua, talvolta armeggia con torce infuocate e si siede sul celebre albero dei quattro venti che spesso compare nei miti americani.

## Etimologia
In Yucatec il nome è scritto K'uk'ulkan (/Ku kuːlkän/) e, in Tzotzil K'uk'ul-Chon (/Kukul tʃʰon/). La forma Yucatec del nome è formato dalla parola kuk (piuma) con il suffisso aggettivale -ul, divenendo Kukul (piumato), in combinazione con can (serpente), dando il significato letterale di "serpente piumato".